# Necromessiah
Necromessiah ist eine italienische Black- und Thrash-Metal-Band aus Portoscuso, die 2002 gegründet wurde. Sie hat ihren Sitz mittlerweile nach Sassari verlegt.

## Geschichte
Die Band wurde im Winter 2002 gegründet. Im Mai des Jahres wurde ein erstes aus vier Liedern bestehendes Demo unter dem Namen In nomine deus quad ecclesias igne absumor aufgenommen und 2003 veröffentlicht. Im März 2004 wurde das Debütalbum …instar gladii in corporem christ aufgenommen und im Dezember bei Slava Productions veröffentlicht. Nach mehreren Auftritten verließen der Schlagzeuger Necrowinter aus persönlichen und der Bassist Nekrofelyam aus beruflichen Gründen die Besetzung. Nach einem Demo mit drei Liedern wurde das Album Antiklerical Teroristik Death Squad im Sommer 2007 bei Blasphemous Underground Productions veröffentlicht. Zudem erschien 2008 eine Split-Veröffentlichung mit Dewarsteiner unter dem Namen The Oath of Bacco Militia. 2010 erschien die EP Get Ready…, der sich 2012 eine weitere unter dem Namen Unleash Disorder anschloss. Während dieser Zeit wurden kleinere Touren durch Großbritannien und Italien abgehalten. Nachdem ein Plattenvertrag bei Punishment 18 Records unterzeichnet worden war, erschien hierüber das Album The Last Hope of Humanity… im Jahr 2013.

## Stil
Michael Oelschlegel von voicesfromthedarkside.de schrieb in seiner Rezension zu …instar gladii in corporem christ, dass sowohl die Verpackung als auch die Musik des Albums dem Pfad zur linken Hand folgt. Die Songs klängen durch Gruppen wie Venom, Hellhammer, Celtic Frost, Sodom sowie einige südamerikanische Bands beeinflusst und würden primitiven Black Metal bieten. Die Lieder seien nicht sonderlich originell; sie würden sowohl von den Betitelungen als auch von den Texten her jedes Black-Metal-Klischee erfüllen, wobei sich die Musik tempomäßig meist im mittleren bis schnellen Bereich bewege. Mario Cubero von derselben Webpräsenz beschrieb Antiklerical Terroristik Death Squad als Mischung aus Thrash- und Black-Metal, wobei die Band Gruppen wie Venom, Sodom, Carpathian Forest, Impaled Nazarene, Celtic Frost, Hellhammer und Motörhead als Einfluss angebe. Die Musik sei aggressiv und orientiere sich dabei am Stil der 1980er Jahre, wobei es ihr weiterhin an Innovation fehle. Philip von Metal.de rezensierte das Album ebenfalls und ordnete es dem War Metal zu, allerdings gehe die Gruppe im Vergleich zu anderen Genrevertretern noch recht geordnet zu Werke. Die Liedstrukturen seien leicht nachvollziehbar und es würden immer wieder Thrash-Metal-Merkmale in den Kompositionen verarbeitet. Letzteres zeige sich auch im Gesang, der eher typischer für den Thrash Metal sei. Die Songs seien nicht originell und würden sich kaum voneinander unterscheiden. Andreas Krause von bloodchamber.de meinte zu The Last Hope of Humanity…, dass hierauf eine ausgewogene Mischung aus Thrash- und Black-Metal enthalten ist, die geradlinig und groove-orientiert sei. An Gruppen wie Aura Noir, Nekromantheon und Desaster komme man jedoch nicht heran, da die Songs auf Dauer zu ideenlos und austauschbar seien.

## Diskografie
- 2003: In nomine deus quad ecclesias igne absumor (Demo, Eigenveröffentlichung)
- 2004: …instar gladii in corporem christ (Album, Slava Productions)
- 2006: Goatwar Promo 666 (Demo, Eigenveröffentlichung)
- 2007: Antiklerical Terroristik Death Squad (Album, Blasphemous Underground Productions)
- 2008: The Oath of Bacco Militia (Split mit Dewarsteiner, Crush Until Madness Records)
- 2010: Get Ready… (EP, Eigenveröffentlichung)
- 2012: Unleash Disorder (EP, Eigenveröffentlichung)
- 2013: The Last Hope of Humanity… (Album, Punishment 18 Records)